# 한상준 (정치인)
한상준(생년 미상 ~ )은 조선민주주의인민공화국의 정치인이다. 강원도 인민위원회 위원장이다.

## 경력
세포등판 건설 강원도여단 여단장을 거쳐 2011년 1월 강원도 인민위원회 부위원장에 임명되었다. 2015년 5월 원도희 후임으로 강원도 인민위원회 위원장에 임명되었다.